# Земља Бранковића
Земља Бранковића, или Област Бранковића, је била самостална средњовековна српска област настала распадом Српског царства 1371. године. Први владар је био Вук Бранковић.

## Положај
Земља Бранковића се простирала на највећем делу данашњег Косова и Рашке области. Након смрти Ђурђа Балшића, Вук је освојио његове градове Призрен и Пећ и област Метохије. Најважнији градови Вукове земље су били Приштина, Призрен, Пећ, Скопље и Рас, као и богата рударска насеља Трепча, Јањево, Глухавица и друга.

## Историја

### Титула и Област Бранковића
Родоначелник Бранковића је Младен, савременик Стефана Дечанског и Душана. Његов син, Бранко Младеновић, управљао је Охридом као севастократор. Након његове смрти (1365), Охридом је овладао Андрија Гропа, а Вук и његов брат Гргур се повлаче на своје баштинске поседе у Дреници. Вук је био у сенци Николе Алтомановића до 1373. године, а свој успон дуговао је тасту Лазару. Ширио се на рачун Балшића и Мрњавчевића. Господарио је облашћу између Скопља, Копаоника, Сјенице и горњих токова Таре и Мораче. Држао је Приштину, Вучитрн, Звечан, Пећ, Комаране и Брсково.
О односима Вука Бранковића и кнеза Лазара пре битке на Косову треба рећи да је Лазар себе сматрао за врховног господара Србије и Зете што је било прихватљиво и Вуку. Он га је сматрао за врховног господара, али је у својој земљи владао самостално исто као што је Ђурађ Страцимировић управљао Зетом. Црква је после смрти цара Уроша брзо прихватила кнеза Лазара као јединог обласног господара и државника који је способан да обнови некадашње Царство. Лазар је 1375. године покренуо иницијативу којом је отклоњен црквени раскол између Српске и Цариградске патријаршије који је настао још за време владавине Душана (1350).
Лазар је 1379. године почео и званично да се титулише као „самодржац све Србије“. Сличну титулу носио је Стефан Немањић што се види у повељи Хиландару из 1200. године. Вук своју област једноставно назива „моја земља“.
Вук Бранковић је пре битке на Косову имао посебну област тј. земљу, којом је самостално управљао. Пре битке на Косову он себе није титулисао господином тј. самосталним владарем. Господином су га називали само његови поданици, али он током Лазаревог живота није могао сам себе тако називати. Унутрашње уређење Лазареве и Вукове државе било је једнако с тим што је Лазару припадала врховна власт. Дубровачки трговци су се 1387. године приликом доласка у Србију најпре обратили Лазару, а потом Вуку. Оба владара изашла су им у сусрет, а садржине њихових повеља су сличне. Ковачевић је утврдио да се баштина Бранковића налазила у Дреници на Косову, а затим је додао да је Вукова држава по смрти цара Уроша заузимала много већи простор, који је обухватао Приштину, Вучитрн и Трепчу (три вароши) и Борац, Звечан и Петрч (три града). Пре 1376. године Бранковић је постао господар Скопља и околине. Михаило Динић у студији „Област Бранковића“ приказује границе његове државе после 1371. године. Она се простирала од Голије на северу до Шар-планине на југу и од Лима на западу до планина Жеговац и Козница на истоку. Није сачуван ниједан извор који би сведочио о томе да је Бранковић учествовао у подели земаља Николе Алтомановића након 1373. године. Сјеница и Звечан тада су се налазили у држави кнеза Лазара. Област Вука Бранковића увећана је после смрти Ђурша Балшића 1378. године. Тада је заузео Призрен, Призренску котлину и подручја данашњег Ораховца, Ђаковице и манастир Дечани. Пећ, северна Метохија и Пећка патријаршија били су у држави кнеза Лазара.

### Косовска битка
Битка на Косову од 15. јуна 1389. године представља најкрупнију прекретницу у историји средњовековне српске државе. На челу српске војске и главнине стајао је кнез Лазар који је водио највећи број ратника. Вук Бранковић учествовао је на десном крилу. Учествовао је и Влатко Вуковић у име босанског краља Твртка. На турској страни командовао је емир Мурат и синови Јакуб и Бајазит, као и њихови вазали. Исход битке се обично прећуткује у изворима који су настали убрзо након битке или се победа приписује српској војсци. У изворима нема ни речи о Вуковој издаји. Одговор на то питање може се пронаћи у држању Вука Бранковића након битке на Косову, посебно у односима са Милицом и њеним синовима, Стефану и Вуку Лазаревићу. Држава Вука Бранковића тада је била у великим проблемима. Рат са Турском и даље је трајао, а на северу је Жигмунд тражио да му се преда Мачва и Онострани Срем. Бројна властела погинула је у бици. Врховну власт преузела је Милица, а Лазаревићи су могли рачунати на подршку цркве. На сабору одржаном 11. августа 1389. године одлучено је да се са Турцима успостави мир по цену понижавајућих уступака и ограничења државног суверенитета. Убрзо након сабора је умро патријарх Спиридон, верни савезник Лазаревића. Мир је успостављен најкасније на пролеће 1390. године. Тиме је отклоњена опасност од Турака.

### Освајања Вука Бранковића
Убрзо након битке на Косову, Вук Бранковић је 1390. године развио живу политичку делатност у циљу проширења граница своје државе. Пећ са околином нашао се у његовим рукама у року од најкасније годину дана чиме је Српска патријаршија дошла под његов утицај. Поред тога, Вук није преузео никакве обавезе према наследницима кнеза Лазара већ се прогласио потпуно самосталним. То се огледа и у његовој титулатури из 1390. године где у једној повељи назива себе „господином“. Након Пећи, Вук је заузео и цело подручје Хвостанске митрополије. Наставио је да води антитурску политику чиме се учврстио савез са Твртком I. Ослањајући се на овај савез, Вук је проширивао своје територије на рачун Лазаревића. Највећа освајања извршио је у правцу запада и северозапада запосевши југозападне крајеве некадашње Лазареве државе. Освојени су Пећ, Хвосно, Сјеница и Комарани. Вукова област је за кратко време увећана троструко. Лазаревићи се нису одмах супротставили Вуку Бранковићу. На Вукову страну прелази властелин Обрад Драгосљаљић, као и властелин Прибил Кућнић. Турци од 1390. године пустоше област Вука Бранковића. Истовремено долази до стабилизације поретка у држави Лазаревића. На сабору из 1390. или 1391. године за новог патријарха проглашен је Данило, а патријарх Јефрем морао се склонити са патријаршијског трона у Пећи. Убрзо је Данило окончао поступак канонизације кнеза Лазара чиме се појавила нова „светородна лоза“. Турци 1391. године заузимају Скопље, а исте године умире Вуков савезник Твртко. Вук је приморан да постане Бајазитов вазал. На тај начин је данком одржавао мир са Турцима. Вук, међутим, није дуго био веран Бајазиту. Није се одазвао његовом позиву да учествује у бици на Ровинама. Турци му одузимају део територија. Турци су до јесени 1396. године коначно уништили Вука Бранковића. Бајазит је највећи део његових области доделио Стефану Лазаревићу (у суштини само области које су некада припадале кнезу Лазару). Звечан, Јелеч и Глухавицу запосели су Турци. Територије које је Вук одузео Лазаревићима, а које су прикључене држави Стефана Лазаревића, постале су камен спотицања између две династије након избијања грађанског рата у Турској (1402). Вук Бранковић је умро у турској тамници 1397. године.

### Вукови наследници
Вук је иза себе оставио тројицу синова: Гргура, Ђурђа и Лазара. Већи део његове државе предат је Стефану Лазаревићу. Турци су задржали Јелеч, Глухавицу и Звечан. У суштини, Лазаревићу су вратили само оне територије којима је раније управљао његов отац. Мали део државе, са седиштем у Вучитрну, остављен је Вуковој удовици Мари са синовима. После пар година Бранковићи су уз помоћ новца које је још Вук оставио у Дубровнику успели да поврате већину територија. Ово их је поред новца коштало и вазалних обавеза према султану. Гргур и Ђурађ учествују у бици код Ангоре на страни турског султана. Након пораза који им је нанео монголски војсковођа Тамерлан, Ђурађ и Стефан Лазаревић се повлаче у Цариград где је Стефан од византијског цара примио титулу деспота. Ђурађ је заробљен због оптужби за сарадњу са Турцима. Успео се ослободити тамнице након чега је побегао султану Сулејману Челебији и отпочео рат против Лазаревића. Грађански рат између Лазаревића и Бранковића окончан је 1412. године измирењем Стефана и Ђурђа. Вук Лазаревић, Лазар Вуковић и Ђурађ Вуковић већ су били мртви.